# Mistrzostwa Świata w Lekkoatletyce 1987 – skok w dal kobiet

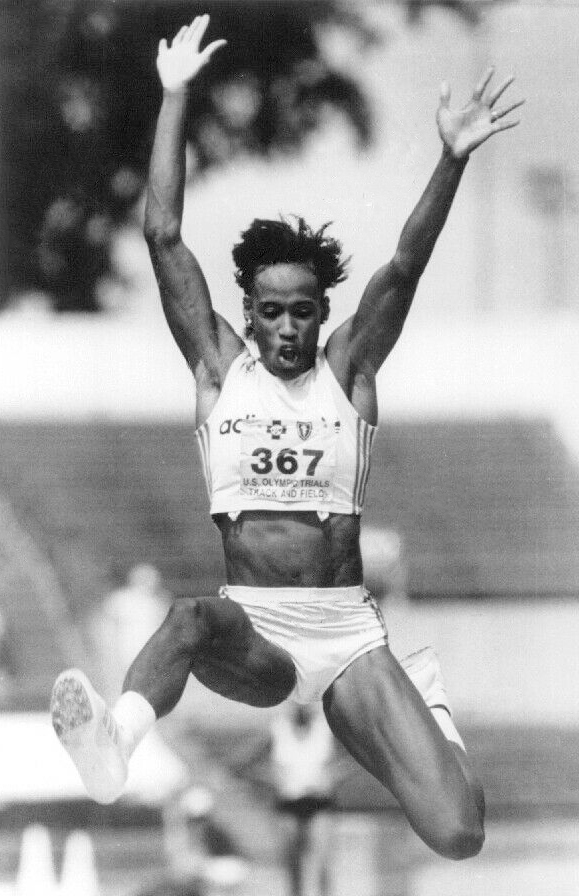
Mistrzyni świata Jackie Joyner-Kersee

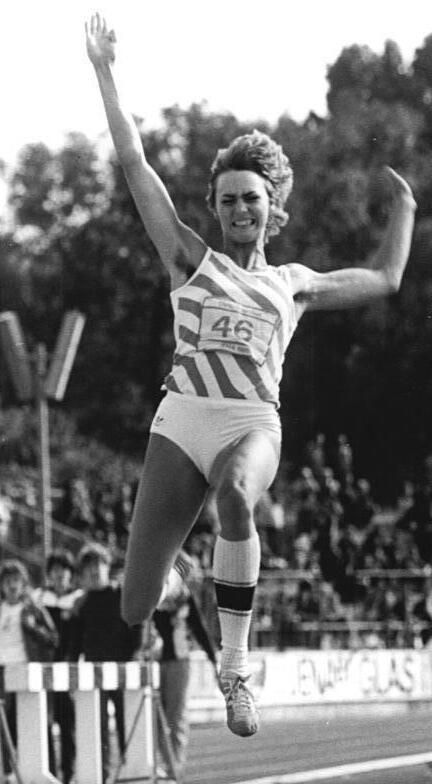
Brązowa medalistka Heike Drechsler

Skok w dal kobiet – jedna z konkurencji technicznych rozgrywanych podczas lekkoatletycznych mistrzostw świata w 1987 na Stadionie Olimpijskim w Rzymie.
Zwyciężczynią została Jackie Joyner-Kersee ze Stanów Zjednoczonych, która na tych mistrzostwach zdobyła złoty medal również w siedmioboju. Tytułu zdobytego na poprzednich mistrzostwach nie obroniła Heike Drechsler z Niemieckiej Republiki Demokratycznej, która tym razem zdobyła brązowy medal. Drechsler w czwartym finałowym skoku doznała kontuzji kolana, która uniemożliwiła jej oddanie dwóch ostatnich skoków.

## Terminarz
| Data       |              |
| ---------- | ------------ |
| 3 września | Kwalifikacje |
| 4 września | Finał        |

## Rekordy
|                          | Zawodniczka           | Wynik | Miejsce      | Data                  |
| ------------------------ | --------------------- | ----- | ------------ | --------------------- |
| Rekord świata            | Heike Drechsler       | 7,45  | Tallinn      | 21 czerwca 1986(dts)  |
| Rekord świata            | Jackie Joyner-Kersee  | 7,45  | Indianapolis | 13 sierpnia 1987(dts) |
| Rekord mistrzostw świata | Heike Daute           | 7,02  | Helsinki     | 4 sierpnia 1983(dts)  |
| Rekord mistrzostw świata | Tatjana Proskurjakowa | 7,02  | Helsinki     | 4 sierpnia 1983(dts)  |

## Wyniki

### Kwalifikacje
Zawodniczki startowały w dwóch grupach. Minimum kwalifikacyjne wynosiło 6,58 m. Do finału awansowały skoczkinie, które uzyskały minimum (Q) lub 12 zawodniczek z najlepszymi wynikami (q).
| Pozycja | Grupa | Zawodniczka          | Państwo                   | Wynik  | Uwagi |
| ------- | ----- | -------------------- | ------------------------- | ------ | ----- |
| 1       | A     | Heike Drechsler      | NRD                       | 6,95   | Q     |
| 2       | A     | Galina Czistiakowa   | ZSRR                      | 6,86   | Q     |
| 2       | B     | Jackie Joyner-Kersee | Stany Zjednoczone         | 6,86 w | Q     |
| 4       | A     | Iryna Walukiewicz    | ZSRR                      | 6,82   | Q     |
| 5       | A     | Jennifer Innis       | Stany Zjednoczone         | 6,75   | Q     |
| 6       | A     | Siłwija Monewa       | Bułgaria                  | 6,71   | Q     |
| 7       | B     | Sheila Echols        | Stany Zjednoczone         | 6,61 w | Q     |
| 8       | B     | Nicole Boegman       | Australia                 | 6,60   | Q     |
| 8       | B     | Ludmiła Ninowa       | Bułgaria                  | 6,60   | Q     |
| 10      | B     | Jelena Bielewska     | ZSRR                      | 6,58   | Q     |
| 10      | A     | Lene Demsitz         | Dania                     | 6,58   | Q     |
| 10      | B     | Helga Radtke         | NRD                       | Q      |       |
| 13      | A     | Ringa Ropo           | Finlandia                 | 6,55   |       |
| 14      | B     | Marieta Ilcu         | Rumunia                   | 6,50   |       |
| 15      | B     | Sofija Bożanowa      | Bułgaria                  | 6,43   |       |
| 16      | A     | Antonella Capriotti  | Włochy                    | 6,31   |       |
| 16      | B     | Eva Karblom          | Szwecja                   | 6,31   |       |
| 18      | B     | Vali Ionescu         | Rumunia                   | 6,30   |       |
| 19      | B     | Wang Zhihui          | Chiny                     | 6,28   |       |
| 20      | B     | Euphemia Huggins     | Trynidad i Tobago         | 6,26   |       |
| 21      | B     | Eloína Echevarría    | Kuba                      | 6,23   |       |
| 22      | A     | Madeline de Jesús    | Portoryko                 | 6,20   |       |
| 23      | B     | Tracy Smith          | Kanada                    | 6,17   |       |
| 23      | A     | Beatrice Utondu      | Nigeria                   | 6,17 w |       |
| 25      | B     | Sigal Gonen          | Izrael                    | 6,03   |       |
| 26      | B     | Carmen Sirbu         | Rumunia                   | 6,00   |       |
| 27      | A     | See Huey Chan        | Singapur                  | 5,49   |       |
| 28      | A     | Jacqueline Ross      | Saint Vincent i Grenadyny | 5,29   |       |
| –       | A     | Eva Murková          | Czechosłowacja            | NM     |       |

### Finał
| Poz. | Zawodniczka          | Państwo           | #1   | #2   | #3   | #4   | #5   | #6   | Wynik | Uwagi |
| ---- | -------------------- | ----------------- | ---- | ---- | ---- | ---- | ---- | ---- | ----- | ----- |
| 01 ! | Jackie Joyner-Kersee | Stany Zjednoczone | 6,91 | 7,12 | 7,36 | 6,95 | 6,95 | 6,99 | 7,36  | CR    |
| 02 ! | Jelena Bielewska     | ZSRR              | 6,17 | 6,81 | 6,74 | 7,14 | 6,92 | 6,98 | 7,14  |       |
| 03 ! | Heike Drechsler      | NRD               | 6,91 | 7,03 | 7,13 | 5,62 | –    | –    | 7,13  |       |
| 4.   | Helga Radtke         | NRD               | 6,95 | 6,56 | 7,01 | x    | x    | 6,95 | 7,01  |       |
| 5.   | Galina Czistiakowa   | ZSRR              | 6,99 | 6,74 | x    | x    | 6,83 | 6,80 | 6,99  |       |
| 6.   | Iryna Walukiewicz    | ZSRR              | 6,80 | 6,41 | 6,80 | 6,83 | 6,66 | 6,89 | 6,89  |       |
| 7.   | Jennifer Innis       | Stany Zjednoczone | 6,80 | 6,77 | 6,72 | x    | x    | 6,51 | 6,80  |       |
| 8.   | Nicole Boegman       | Australia         | x    | 6,41 | 6,63 | 6,37 | x    | 6,22 | 6,63  |       |
| 9.   | Ludmiła Ninowa       | Bułgaria          |      |      |      |      |      |      | 6,50  |       |
| 10.  | Siłwija Monewa       | Bułgaria          |      |      |      |      |      |      | 6,45  |       |
| 11.  | Sheila Echols        | Stany Zjednoczone |      |      |      |      |      |      | 6,39  |       |
| 12.  | Lene Demsitz         | Dania             |      |      |      |      |      |      | 6,11  |       |